# António de Sousa Bastos
António de Sousa Bastos (Santa Isabel, 13 de maio de 1844 — Coração de Jesus, 2 de julho de 1911) foi um escritor, dramaturgo, empresário teatral e jornalista português, marido da atriz Palmira Bastos.

## Família e origens
Filho de pai italiano, D. Francisco de Judicibus, proprietário nobre natural de Nápoles, e de D. Joana Maria da Salvação de Sousa Bastos, de Lisboa, nasceu a 13 de maio de 1844, no Largo do Patrocínio, número 87, em Lisboa, de um matrimónio in articulo mortis, pois o seu pai encontrava-se gravemente doente, em risco de vida, aquando do casamento (3 de janeiro de 1841), acabando por recuperar e viver uma vida longa. Eram seus avós paternos D. António de Judicibus e D. Teresa Napolitano, maternos Valeriano António Bastos e D. Joana Luísa da Conceição de Sousa. 
Foi baptizado com o nome completo de António Rodrigo Francisco João Valeriano Bernardino Peregrino Ângelo André Carlos Nicolau Vicente José Augusto Máximo Magalhães de Sousa Bastos de Judicibus, a 4 de outubro de 1844, na Igreja Paroquial de Santa Isabel em Lisboa, tendo como padrinho Rodrigo da Fonseca Magalhães e madrinha, D. Maria Gertrudes Guimarães.

## Vida e obra
Fez a instrução primária em Lisboa e o liceu em Santarém. Voltou para Lisboa para seguir o Curso de Agronomia no Instituto Agrícola, não o concluindo, entregando-se depois a diversos empregos e à vida jornalística. Começou a trabalhar no Álbum Literário, passando depois para o Comércio de Lisboa, Diário Comercial, Gazeta Setubalense, Gazeta do Dia, entre outros periódicos.
Foi diretor de vários teatros, tanto em Lisboa como no Rio de Janeiro, São Paulo, Pará e Pernambuco, além de ter sido, empresário de diversas companhias dramáticas.
Como jornalista, esteve ligado a periódicos mais relevantes como O Palco, o Espectador Imparcial e A Arte Dramática e foi colaborador artístico da revista Ribaltas e Gambiarras  (1881). Além disso, escreveu dramas, comédias, operetas e também revista. Foi o autor da grande obra Dicionário do Teatro Português (1908) e Carteira do Artista (1898).
Faleceu a 2 de julho de 1911, aos 67 anos de idade, vítima de Doença de Bright e diabetes mellitus, na Avenida da Liberdade, número 174, em Lisboa. Encontra-se sepultado em jazigo particular no Cemitério do Alto de São João, na mesma cidade.

## Casamentos e descendência
Casou em primeiras núpcias, a 24 de agosto de 1865, na Igreja Paroquial de São José, em Lisboa, com D. Leopoldina Rosa Vieira Martins (Sacramento, 2 de novembro de 1847 — São José, 27 de novembro de 1879), filha de José Martins, sargento veterano e de D. Josefa Maria, de quem teve três filhas.
Casou em segundas núpcias, no estado de viúvo, a 1 de julho de 1894, na Igreja Paroquial de São José em Lisboa, com a atriz Palmira Bastos, de quem teve duas filhas: Alda de Sousa Bastos, nascida em 1895 (solteira) e Amélia de Sousa Bastos, nascida em 1901, (casada e teve 5 filhos).